# Purpurstrupig fruktkråka
Purpurstrupig fruktkråka (Querula purpurata) är en fågel i familjen kotingor inom ordningen tättingar.

## Utbredning och systematik
Fågeln placeras som enda art i släktet Querula. Den förekommer från tropiska Costa Rica till norra Bolivia, Guyanaregionen och Amazonområdet i Brasilien.

## Status
IUCN kategoriserar arten som livskraftig.